# Schloss Rentweinsdorf

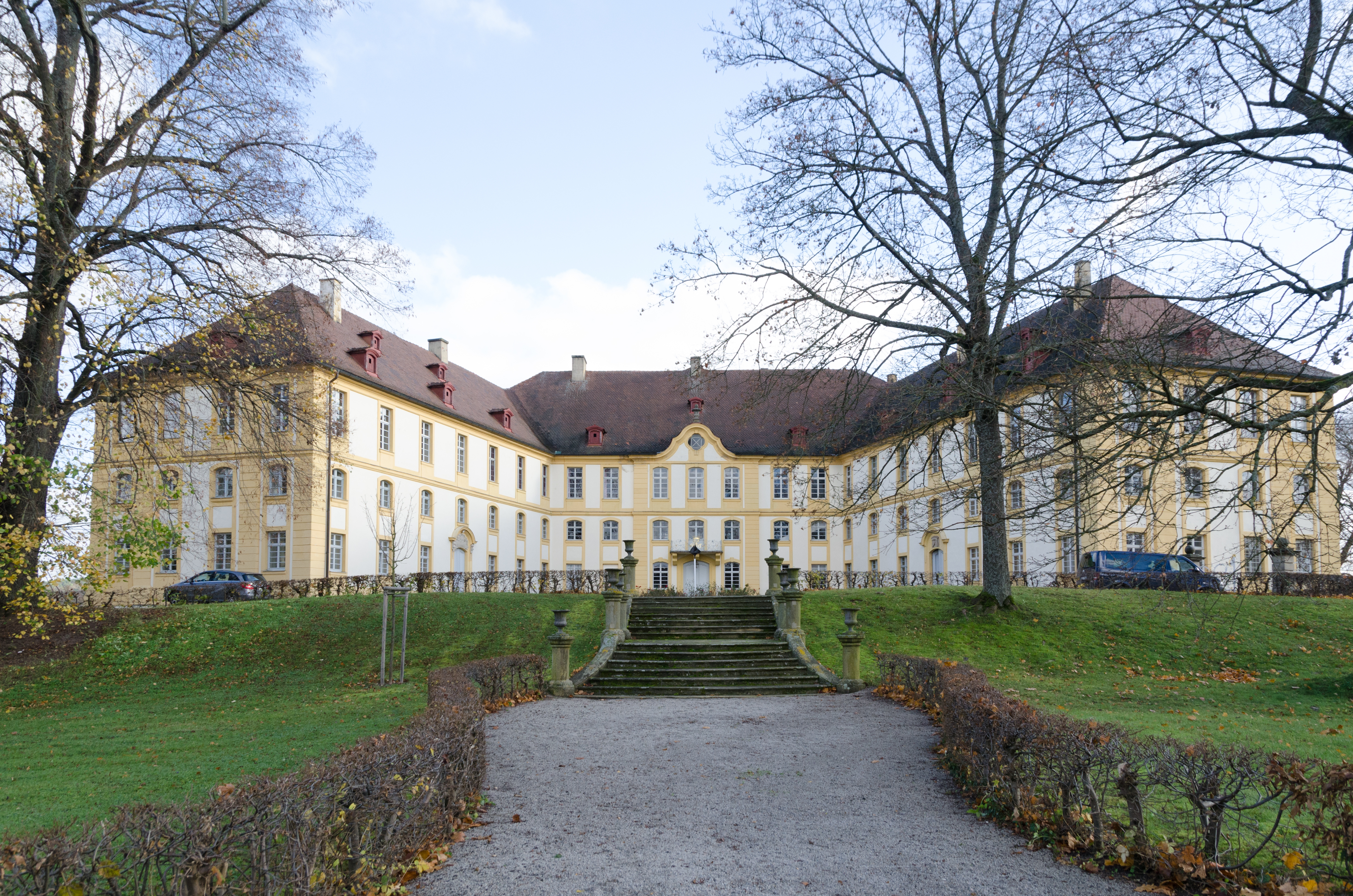
Schloss Rentweinsdorf

Das Schloss Rentweinsdorf bildet zusammen mit der gegenüberliegenden Pfarrkirche den Mittelpunkt des Marktes Rentweinsdorf (Verwaltungsgemeinschaft Ebern) im Landkreis Haßberge in Unterfranken. Die elegante Rokokoanlage wird noch bewohnt und ist nicht öffentlich zugänglich.

## Geschichte

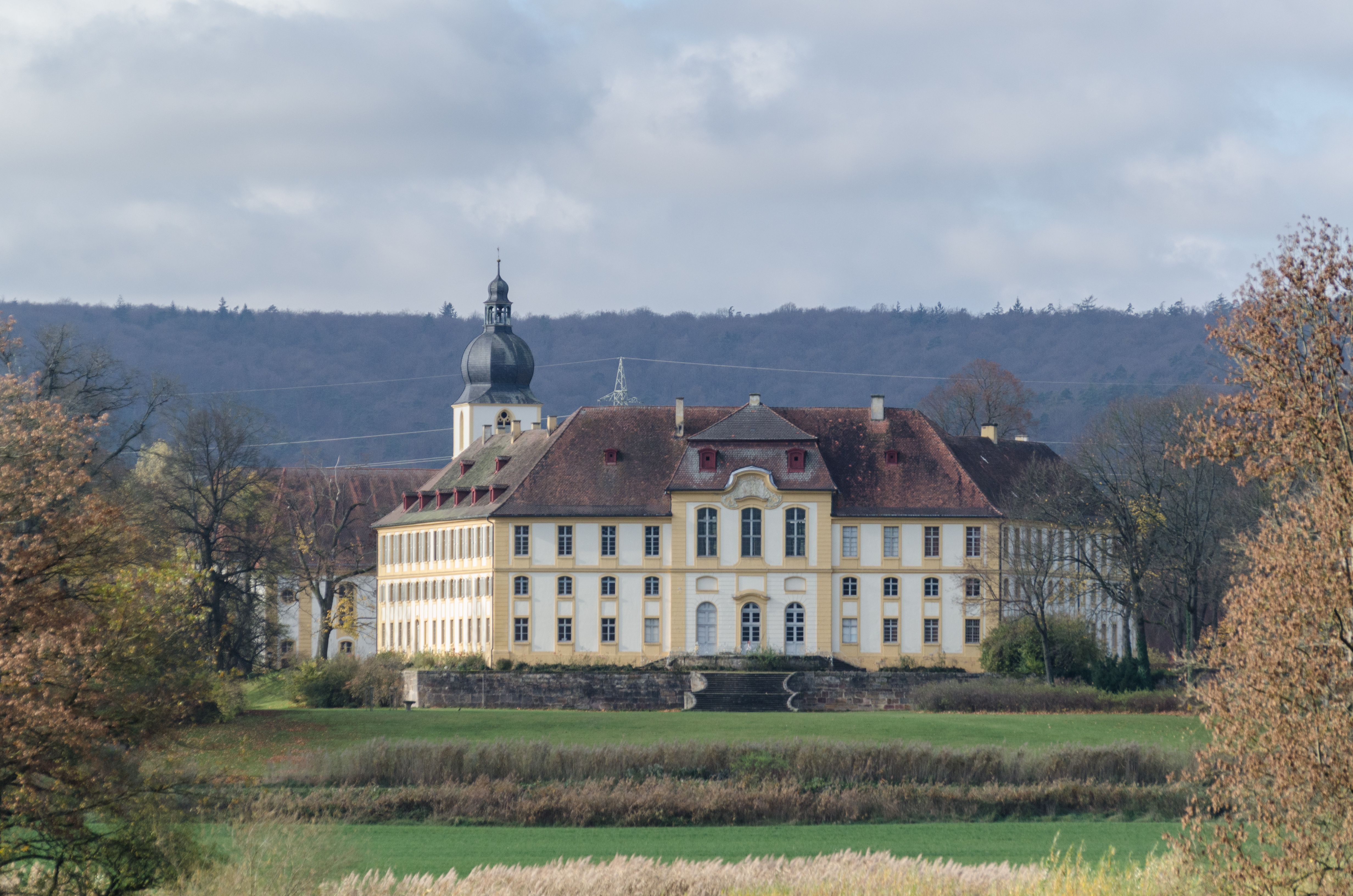
Die Gartenfassade

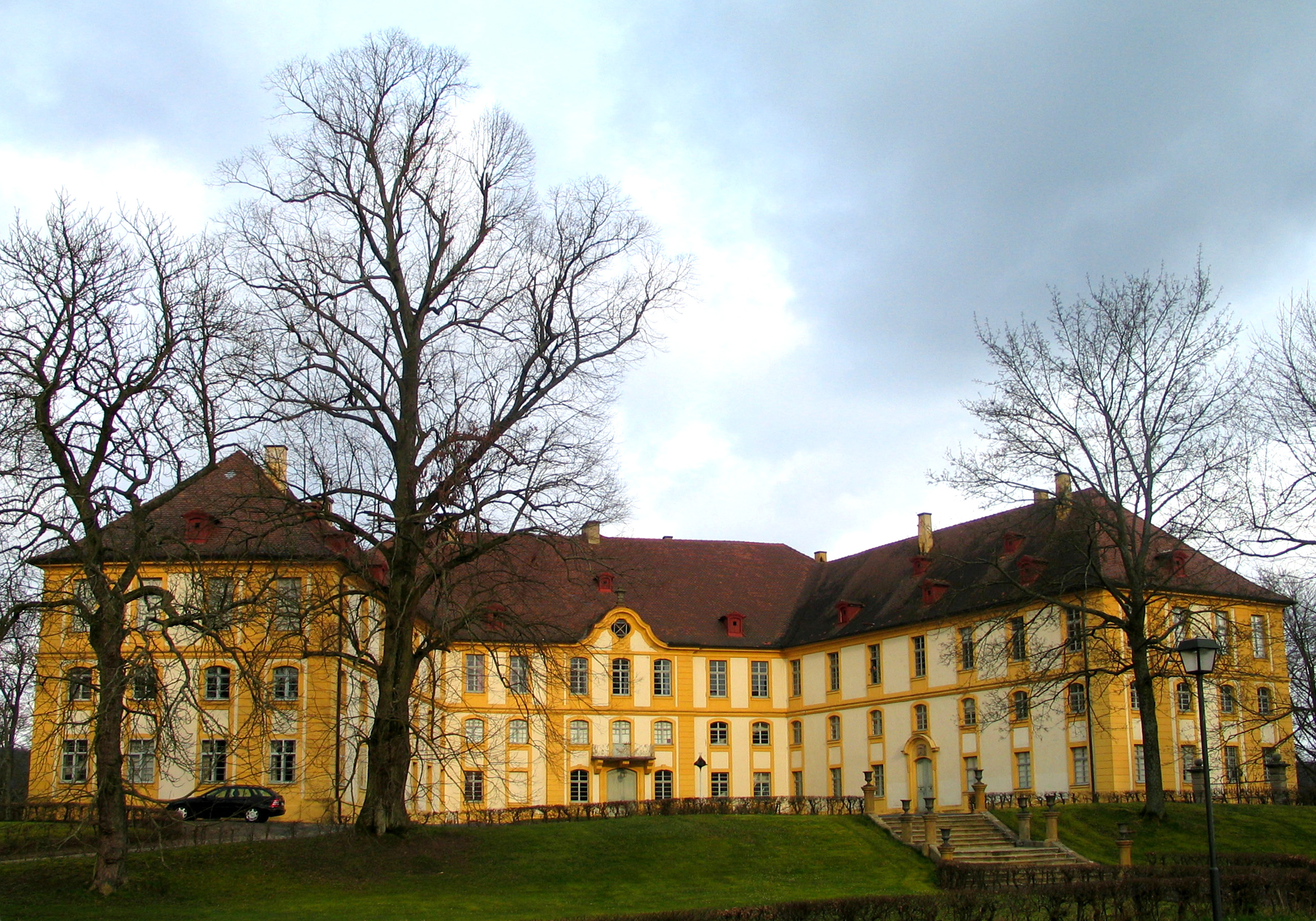
Gesamtansicht

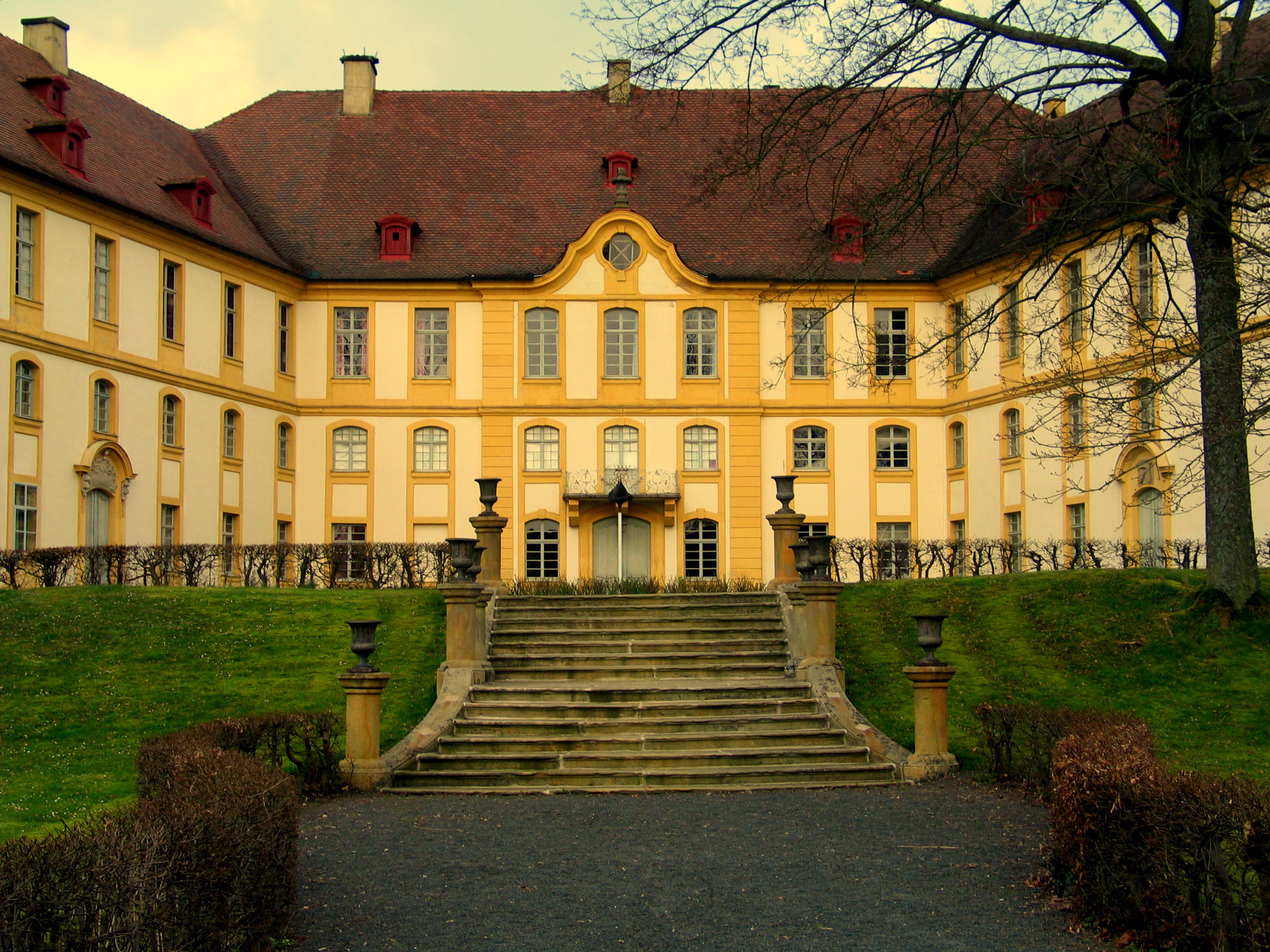
Haupteingang (Ehrenhof)

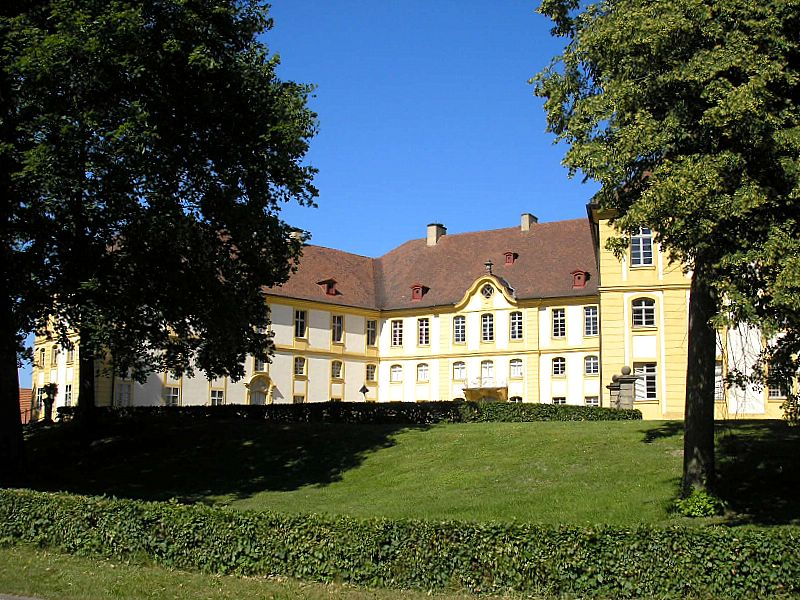
Ansicht vom Schlossplatz

Rentweinsdorf ist seit dem 14. Jahrhundert im Besitz der in den Haßbergen weit verzweigten Herren von Rotenhan. Die Stammburg dieser Familie liegt etwa fünf Kilometer nördlich über dem Eberner Ortsteil Eyrichshof (Burg Rotenhan).
Nach Isolde Maierhöfer sind die Rotenhan erst nach der zweiten würzburgischen Belehnung des Wolfram von Rotenhan am 23. November 1333 in Rentweinsdorf nachweisbar. Kurz zuvor hatte das Bistum Würzburg die Stammburg des Geschlechtes belagert und anschließend zerstört.
Der ursprüngliche Ansitz der Familie war wohl ein kleineres, befestigtes Burggut am Ortsrand, das in den folgenden Jahrhunderten immer weiter ausgebaut wurde. Von der ehemaligen Wasserburg sind noch die Fundamente und zweistöckigen Kelleranlagen erhalten. Auf dieser ersten Burg saßen mehrere Familienzweige, deren nicht immer einfaches Zusammenleben ein Burgfrieden von 1530 regelte. Ein prominenter Familienvertreter dieser Zeit war Sebastian von Rotenhan. Zu dieser Zeit lag die gesamte Gerichtsbarkeit des Ortes bereits bei den Rotenhan.
Rentweinsdorf war also eine typische Ganerbenburg mit zwei Burghäusern, vier Rundtürmen und Zwingeranlagen. Die spätmittelalterlich-frühneuzeitliche Anlage kann nur noch grob aus den erhaltenen Resten und einigen Planskizzen Johann David Steingrubers (1750) rekonstruiert werden. Der Zugang erfolgte demnach von Westen über eine Zugbrücke. Der Torbau wurde von zwei kleinen Rundtürmen flankiert. Im Westtrakt lag auch die 1605 abgebrochene Burgkapelle, welche zum Zeitpunkt der Einführung der Reformation 1533 sogar eine eigene Pfarrei wurde. Die Epitaphe der Schlosskapelle wurden dann in die Dorfkirche transferiert. Die Gräben wurden aus dem Hutsee bewässert.
Die Burg wurde 1525 während des Bauernkrieges beschädigt und nochmals im Dreißigjährigen Krieg verwüstet. Johann Friedrich II. von Rotenhan entschloss sich deshalb um 1750 zu einem Neubau auf den alten Fundamenten, der 1762 endgültig abgeschlossen werden konnte. Der noch bewohnbare Rest der alten Burg war bereits 1757 abgebrochen worden, nachdem der Mittelbau und der Nordflügel bezugsfertig waren.
Um das Schloss wurde ein französischer Garten angelegt und nach dem Zeitgeschmack gegen 1800 in einen englischen Landschaftspark umgewandelt. Der zweigeschossige Rundturm nördlich des Schlosses wird oft für einen Rest der alten Burganlage gehalten. Das an Nürnberger Stadttürme erinnernde Bauwerk ist aber erst 1880 hinzugekommen. Die Rotenhan auf Rentweinsdorf waren Gutsbesitzer und übten zugleich Funktionen am bayrischen Hof aus, so wie Freiherr Hermann von Rotenhan, der Kämmerer war. Spätestens seit er Mitte des 19. Jahrhunderts wurde das Gut Rentweinsdorf als Familienfideikommiss geführt.
Die im 19. Jahrhundert errichtete Schlossbrauerei im Norden des Schlossbezirkes wurde Ende des 20. Jahrhunderts größtenteils abgerissen. Das in den letzten Jahrzehnten aufwändig sanierte Schloss dient noch als Wohnsitz der Freiherren von Rotenhan. Maximilian von Rotenhan, Sohn von Sebastian Freiherr von Rotenhan, bewohnt es mit seiner Familie. Das Schloss ist nicht zu besichtigen.
Auf Schloss Rentweinsdorf wurden geboren die Freiherren: Hermann von Rotenhan, Julius von Rotenhan, Georg von Rotenhan

## Baubeschreibung
Der dreiflügelige Schlossbau steht etwas erhöht auf den Fundamenten der alten Burg, weshalb die Seitenflügel stumpfwinkelig an den Mittelbau anstoßen. Der Ehrenhof öffnet sich nach Westen zum Schlossplatz mit der gegenüber liegenden Pfarrkirche.
Das Schloss ist zweigeschossig, Erd- und Obergeschoss sind jedoch durch ein zusätzliches niedrigeres Zwischengeschoss getrennt. Der dreiachsige Mittelrisalit wurde an der Gartenfassade etwas erhöht und durch ein Mansarddach abgeschlossen. Die übrigen Gebäudeteile tragen Walmdächer, die über den Flügeln leicht erniedrigt sind. Die Fassadengliederung besteht aus rustizierten Lisenen und einem durchlaufenden Gurtgesims über dem Zwischengeschoss. Die Wandflächen sind weiß verputzt, die Lisenen, Gesimse und Fenstergewände ockerfarben gestrichen. Die Planung des Nordflügels geht auf den Ansbacher Landbauinspektor Johann David Steingruber (1702–1787) zurück, einen der Schöpfer des Markgrafenstils, die anderen Bauteile entstanden unter seinem Bamberger Kollegen Johann Jakob Michael Küchel.
Im Inneren sind noch große Teile der ursprünglichen Ausstattung vorhanden. Im Erdgeschoss des Mittelbaus liegt der Große Saal mit stuckiertem Muschelwerkdekor und einer Wandgliederung aus Fayencefliesen.
Die barocke Orangerie im Schlosspark ist eines der wenigen erhaltenen Beispiele eines Gewächshauses des 18. Jahrhunderts in Bayern. Der eingeschossige Bau trägt ein Mansarddach mit Dachgauben.